# Madness (Elton John)
Madness è un brano composto ed interpretato dall'artista britannico Elton John; il testo è di Gary Osborne.

## Struttura del brano
Proveniente dall'album del 1978 A Single Man (del quale è la nona traccia), fa confluire al suo interno la parte finale del brano Shooting Star. Il pianoforte di Elton, eclettico e sferzante, è molto messo in evidenza, così come una sezione di archi che fa la sua comparsa a metà del pezzo. La parte finale del brano è decisamente movimentata e caotica, in linea con il testo di Osborne. Elton si cimenta anche in note molto acute, prese in falsetto.

## Significato del testo
Il testo di Osborne è un chiaro riferimento alle stragi londinesi del 1978. Altre fonti sostengono che si riferisca invece all'Irlanda del Nord. Ci sono numerosi riferimenti a catastrofi, guerre, distruzioni, problemi di un mondo che non conosce pace. La melodia, ricercata e caotica, illustra molto bene il significato del testo.

## Formazione
- Elton John - voce, pianoforte
- Tim Renwick - chitarre
- Clive Franks - basso
- Steve Holly - batteria
- Ray Cooper - percussioni, timpani
- Paul Buckmaster - arrangiamenti orchestrali